# Денис Макаров (боксер)
Дени́с Мака́ров (нім. Denis Makarov; 23 грудня 1986, Ярове, Росія) — німецький боксер, що виступав у напівлегкій вазі, чемпіон Європи.

## Аматорська кар'єра
Займатися боксом Денис розпочав в молодшому шкільному віці. Коли йому було 11, його родина емігрувала в Німеччину, де Денис продовжив заняття боксом у російськомовних спеціалістів. Тривалий час його тренером був Володимир Плетньов.

### Чемпіонат Європи 2008
(кат. до 54 кг)
- В 1/16 переміг Хаважи Хацигова (Білорусь) — 8-4
- В 1/8 переміг Пітера Мойшензона (Ізраїль) — 11-2
- В 1/4 переміг Ріана Ліндберга (Ірландія) — 5-4
- В півфіналі програв Люку Кемпбеллу (Англія) — 1-4

### Чемпіонат Європи 2010
(кат. до 57 кг)
- В 1/8 переміг Гейбатуллу Гаджиалієва (Азербайджан) — 10-1
- В 1/4 переміг Сергія Водоп'янова (Росія) — 7-4
- В півфіналі переміг Сергія Куніцина (Білорусь) — 5-1
- У фіналі переміг Іана Вівер (Англія) — 7-2

У жовтні 2010 року став другим у ваговій категорії до 56 кг на кубку Європи в Харкові, програвши у фіналі Люку Кемпбеллу — 2-4.
Не зумів пройти відбір на Олімпійські ігри 2012.